# Volontaire (militaire)
Pour les articles homonymes, voir volontaire.

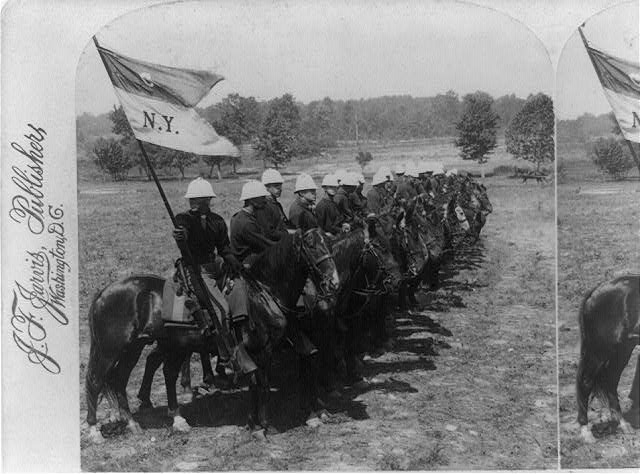
Cavalerie de volontaires du camp Alger, en Virginie (États-Unis, vers 1898).

Dans le domaine militaire, un volontaire est une personne s'inscrivant de son plein gré, souvent par conviction, dans un service militaire, sans être un mercenaire ou membre d'un pays étranger.
Les conditions des volontaires dépendent des pays où ils sont engagés.

## Dans le monde
Plusieurs armées, dont l'United States Army, séparent les volontaires des membres de l'armée régulière.

## Galerie

Volontaires
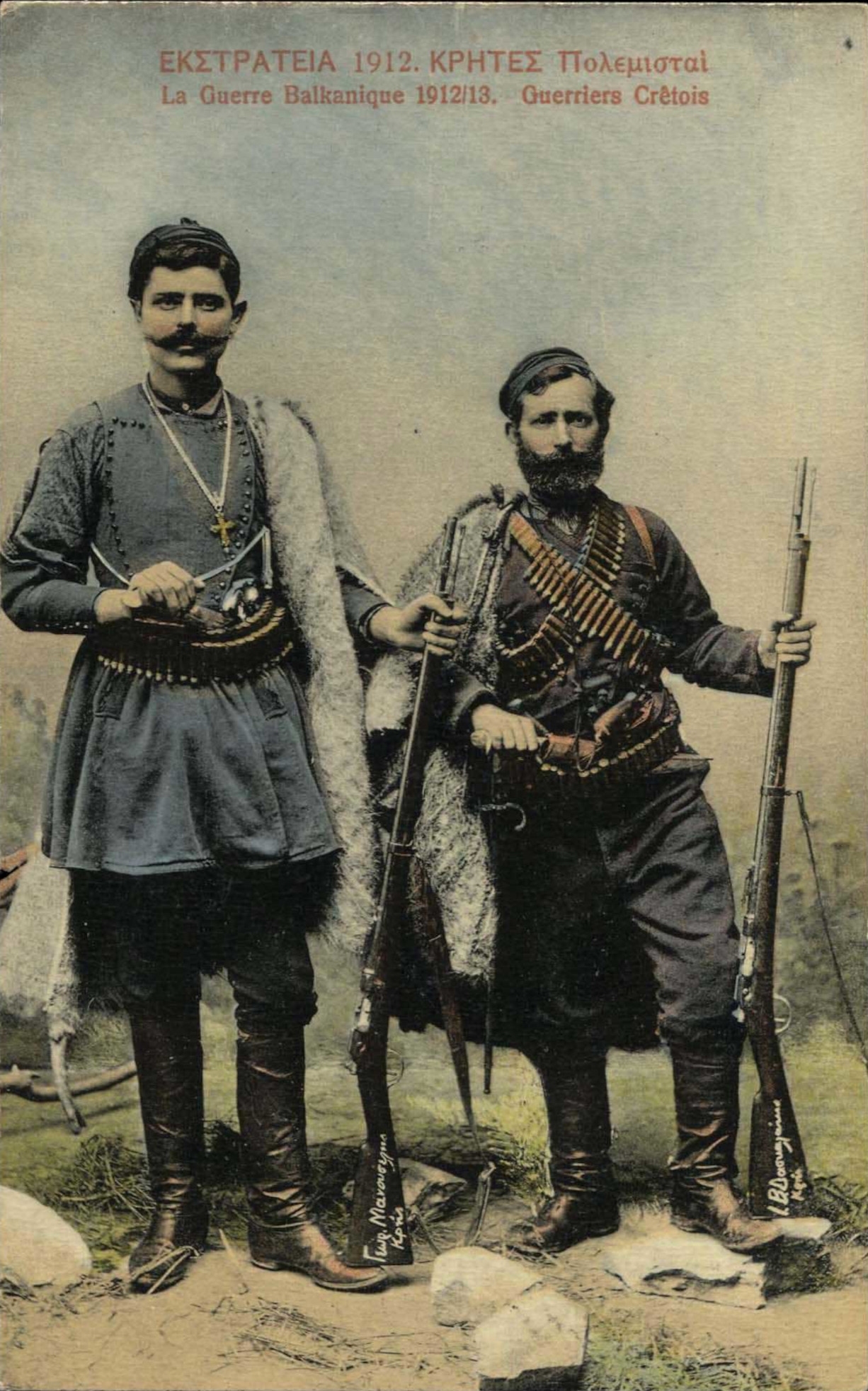
Volontaires crétois, guerre de 1912-1913
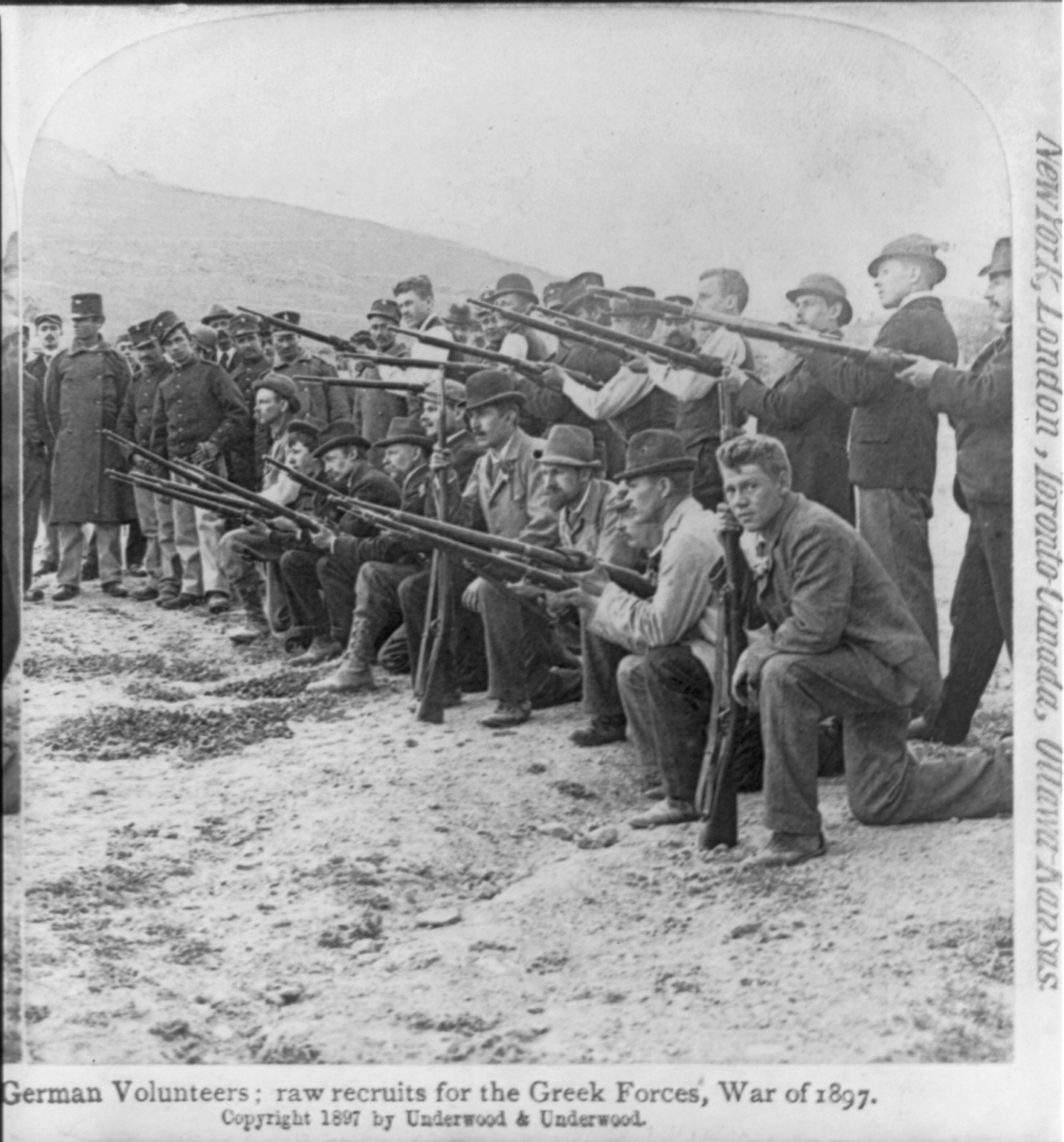
Volontaires allemand pour les forces grecques, guerre de 1897
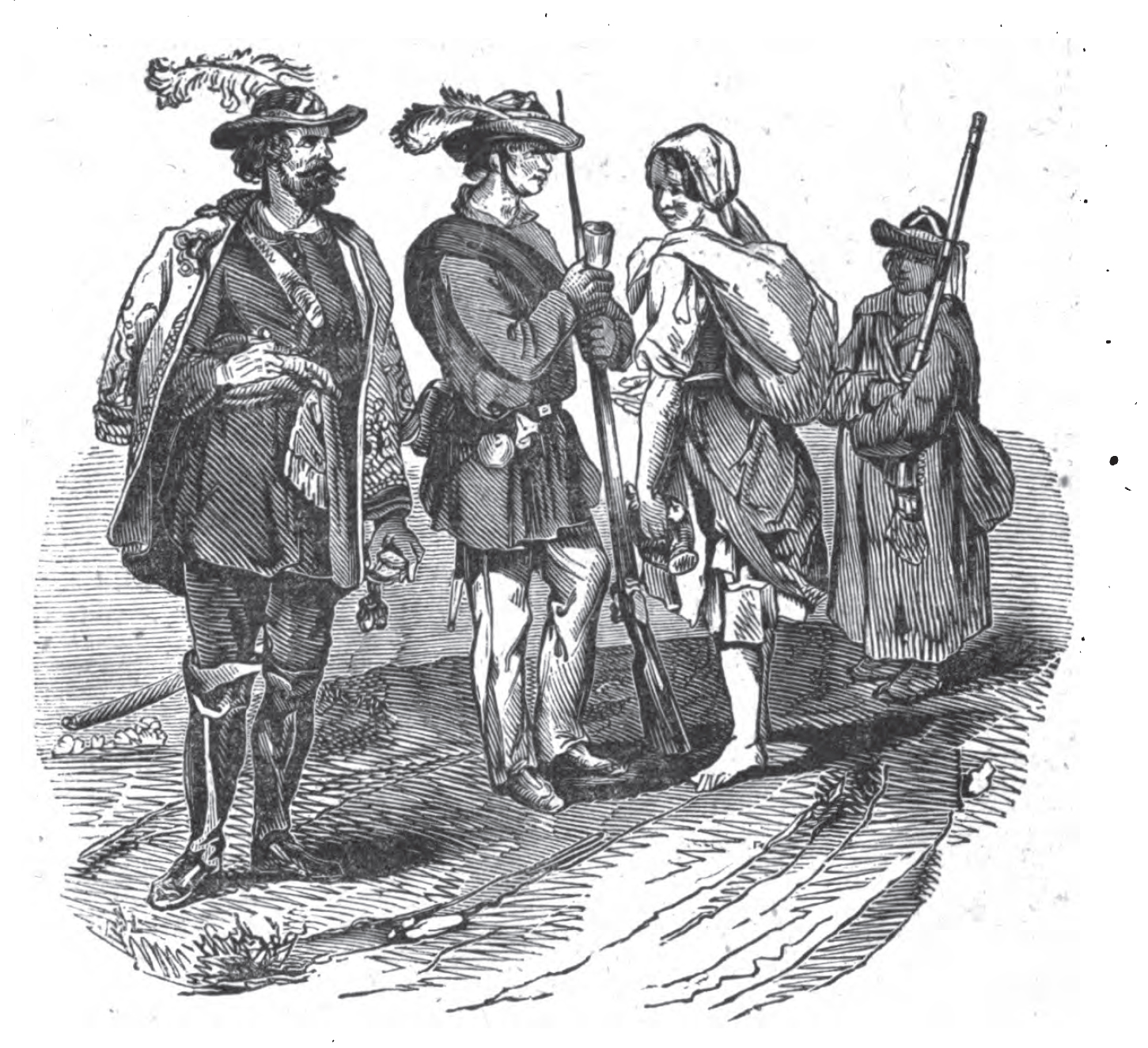
Volontaires slovaques, guerre de 1848-1849
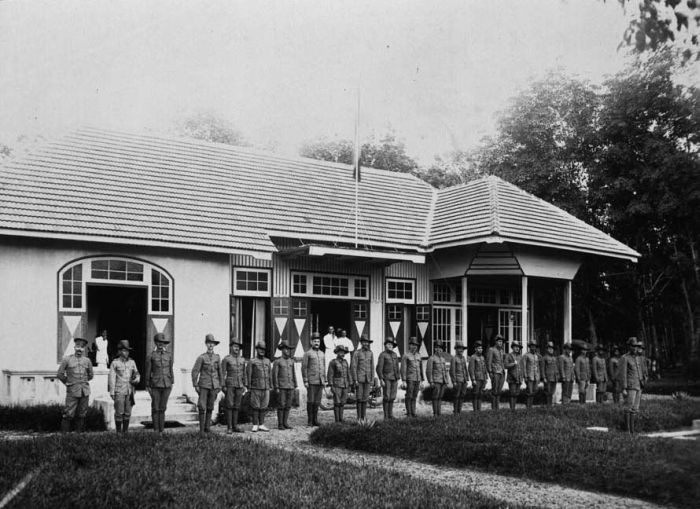
Corps des volontaires néerlandais en Indonésie, 1918
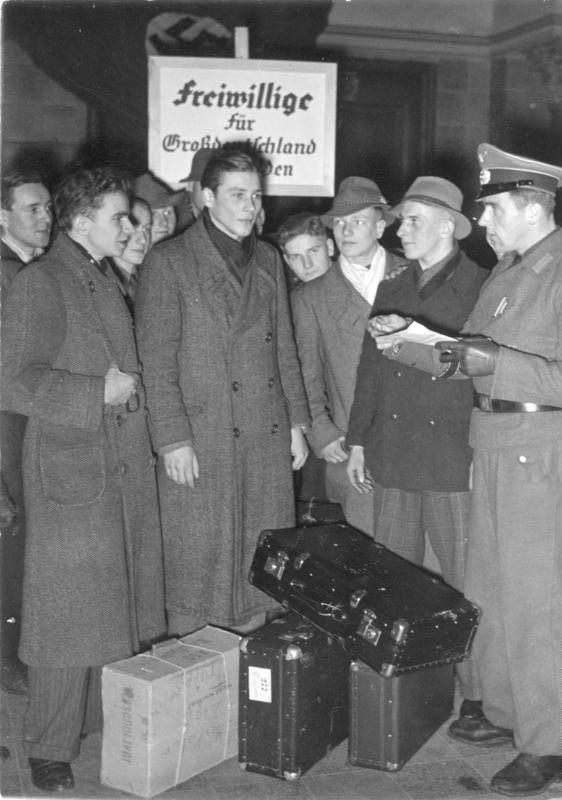
Volontaires allemands à la gare, février 1944